# Steven Pressfield
Steven Pressfield (Puerto España, Trinidad y Tobago, Indias Occidentales Británicas, septiembre de 1943) es un novelista y guionista estadounidense especializado en novela histórica militar de la Edad Antigua. 
Nacido en Trinidad, se graduó en la Universidad de Duke en 1965, y se alistó más tarde en la marina donde sirvió hasta 1971. 

## Ficción histórica
- Gates of Fire, sobre la batalla de las Termópilas  (1998)
- Tides of War, sobre Alcibíades y la guerra del Peloponeso (2000)
- Last of the Amazons, donde Teseo, el legendario rey de Atenas encabeza una batalla en el mar Negro contra unas amazonas (2002)
- The Virtues of War, sobre Alejandro Magno (2004)
- The Afghan Campaign, sobre la conquista de Afganistán de Alejandro Magno (2006)
- Killing Rommel (2008), sobre el Long Range Desert Group en la Campaña en África del Norte de la Segunda Guerra Mundial.

## Otros obras
- Legend of Bagger Vance (1995)
- The War of Art: Break Through the Blocks and Win Your Inner Creative Battles, (2002)
- It's the Tribes, Stupid

### Filmografía como guionista
- King Kong 2 (1986)
- Por encima de la ley (1988)
- Freejack (1991)
- Joshua Tree (1993)
- The Legend of Bagger Vance (2000)